# M3 (dōjin)
Pour les articles homonymes, voir M3.
M3 (エムスリー, Music Media-Mix Market,,) est un événement musical amateur japonais (« dōjin »). Il s'agit de l'un des événements les plus populaires au monde[réf. nécessaire]. Il couvre non seulement la musique créative mais aussi un large éventail de genres tels que la musique de reprise, les œuvres dérivées, les arts dramatiques, les films et les jeux vidéo, et l'on peut y voir une variété de techniques d'expression telles que les instruments, le chant, les sources MIDI et le collage artistique. 
Le nombre de participants annuels est d'environ 10 000, et le nombre de groupes participants à la 34e édition qui s'est tenue en 2014 atteignait le nombre de 1 200.

## Contenu
L'événement traite principalement des œuvres sonores créées par des professionnels et amateurs par le biais de sources MIDI, de CD, de performances en direct, et de compositions liées au Vocaloid. Quant au support de distribution, il ne se limite pas qu'aux CD sur lesquels sont gravés de la musique et des données, mais comprend également des disques blancs sans étiquette imprimée sur la surface du disque, des DVD contenant des vidéos et photos, des livrets et des livres de photos, etc. Les œuvres catégorisées dōjin sont souvent produites dans le but d'être exposées lors de cet événement,. Parmi les événements similaires liés au son, citons THE VOC@LOiD M@STER, qui est lié au Vocaloid, et le Hakurei Shrine Festival, qui traite des œuvres secondaires de la série de jeux dōjin Touhou Project.
Les participants entrent sur le site après avoir acheté un dépliant officiel. Les dépliants peuvent être achetés dans les librairies, les magasins spécialisé dans les anime et dōjin, ou au comptoir de vente le jour de l'événement, et les participants se déplacent sur les lieux en se référant au dépliant pour acheter les œuvres qu'ils souhaitent. Les informations sur les groupes participants sont également disponibles sur le site web officiel quelques semaines avant l'événement, et leurs comptes Twitter sont mis à disposition. Aussi, certains groupes volontaires ont créé leurs propres sites web indépendants liés à l'événement.
Les organisateurs sont bénévoles, et l'événement est organisé principalement par des bénévoles. L'événement vise à fournir un lieu où les producteurs et acheteurs peuvent interagir directement, et autorise des contacts limités tels que des autographes et des poignées de main.
En raison du lieu, les cosplays ne sont pas autorisés.

## Histoire
La première édition a eu lieu le 21 mars 1998 et depuis, l'événement se déroule deux fois par an, au printemps (fin avril-début mai) et en automne (vers octobre),,. En 2008, M3-Osaka a été organisé pour la première fois en dehors de Tokyo, le 9 mars, pour célébrer le 10e anniversaire de l'événement.

## Accueil

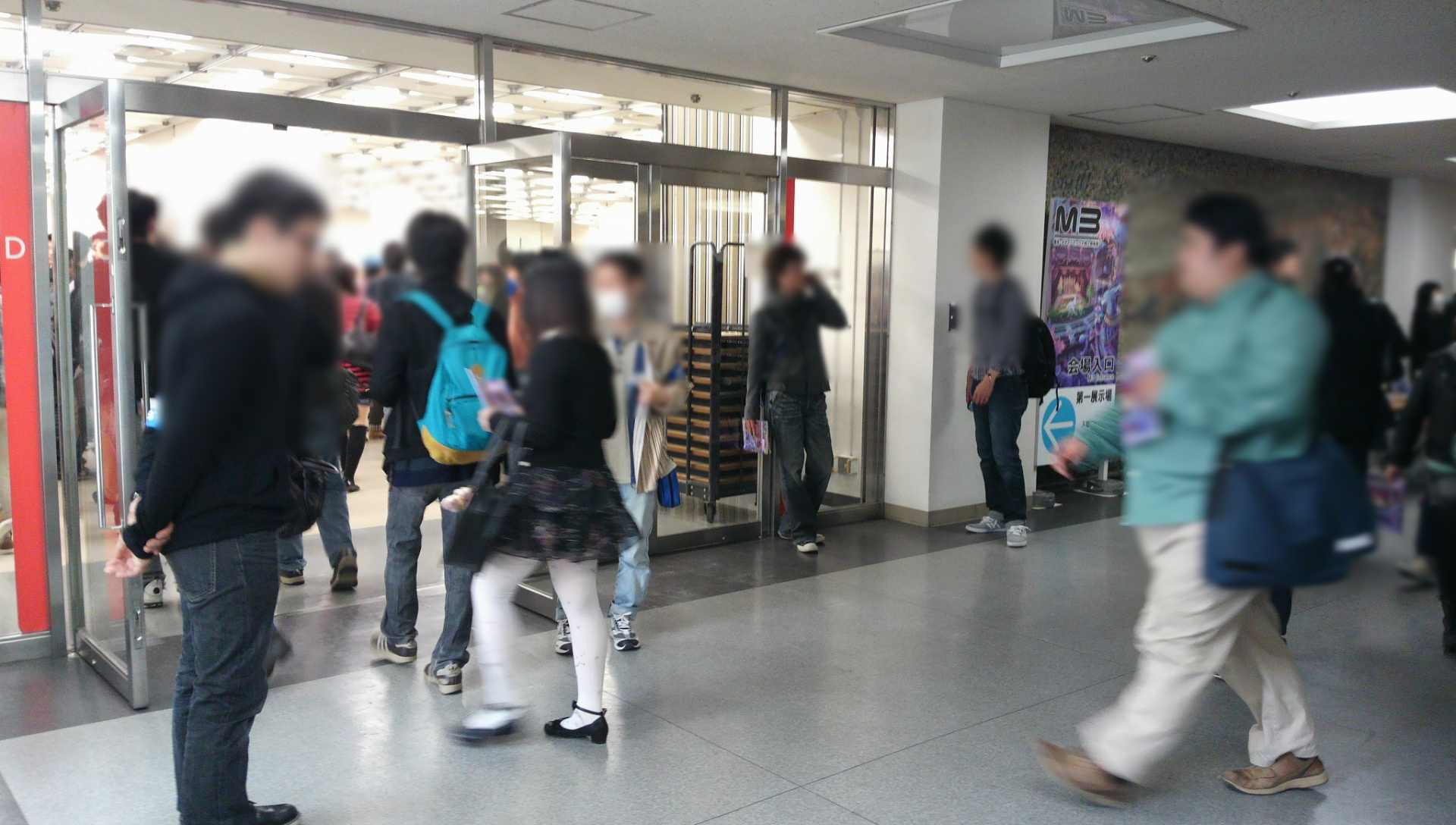
Vue de l'entrée du deuxième étage du hall d'exposition 1 du Tokyo Ryutsu Center, où s'est tenu M3-2013 Spring.

Otoculture 002 (Éditions Neko), dans son numéro publié en 2015, fait référence aux supports de vente CD en se basant sur M3. Il précise le nombre d'acheteurs (10 000) tout en posant la question suivante : « Quelle est la scène musicale majeure dont on a longtemps dit qu'elle était incapable de vendre des CD ? ». 

### Ouvrages
- (ja) K. Kitatani, Game Lab Special Edition: Studies in Contemporary Visual Culture, N. Muranaka, 2006 (ISBN 4-86199-061-0), « Let's Listen to Doujin Music! »
- (ja) Doujin Ongaku Yomoyama Joho, N. Muranaka, 2007 (ISBN 978-4-86199-100-4), « Let's Listen to Doujin Music! »

### Articles
- (ja) « Sound and media mix doujin exhibition M3 », OtoCulture, Neko Publishing, vol. 34, no 2,‎ 2015, p. 98-104 (ISBN 978-4-7770-1784-3)